# Interleptomesochra noodti
Interleptomesochra noodti är en kräftdjursart som beskrevs av Galhano 1968. Interleptomesochra noodti ingår i släktet Interleptomesochra och familjen Ameiridae. Inga underarter finns listade i Catalogue of Life.